# Vicent Martínez Sancho
|  | Aquest article tracta sobre el dissenyador i empresari. Si cerqueu el físic teòric i expresident d'Acció Cultural del País Valencià, vegeu «Vicent Martínez i Sancho». |

Vicent Martínez Sancho (Burjassot, València, 1949) és un dissenyador i empresari valencià.
Va realitzar la seva formació com a dibuixant publicitari a l'Escola d'Arts i Oficis artístics de València i a l'Escola Massana de Barcelona. Compagina els estudis amb una feina al departament de disseny dels tallers d'arts gràfiques Blasco Requena. El 1972 obre el seu propi estudi de disseny gràfic i dos anys més tard i amb altres companys funda el grup NUC, iniciant així el seu treball com a dissenyador industrial. A partir del 1976 es fa càrrec del disseny de la seua primera empresa de mobiliari, Pam i Mig. El 1980 crea, amb la també dissenyadora Lola Castelló Colomer i el tècnic Francisco Fernàndez, Punt Mobles on compagina les tasques de gerència i disseny.
Martínez ha estat soci fundador i president de l'ADPV [Asociación de Diseñadores Profesionales de Valencia], actual ADCV. Va formar part de la junta directiva de l'ADI-FAD entre el 1991 i el 1993. Ha exercit també la docència a l'Escuela Superior de Diseño CEU San Pablo de València (1990 - 1997) i a Elisava. Va pertànyer al comitè organitzador de la Fira Internacional del Moble de València. Els seus productes han estat premiats en diverses ocasions i formen part de la col·lecció de museus de Colònia, Múnic i Barcelona. Entre els seus dissenys cal destacar la prestatgeria La Literatura (1985) o la taula Anaconda (1989), produïdes per Punt Mobles, empresa que va rebre el Premio Nacional de Diseño el 1997.